# Opius baldufi
Opius baldufi är en stekelart som beskrevs av Muesebeck 1950. Opius baldufi ingår i släktet Opius och familjen bracksteklar. Inga underarter finns listade i Catalogue of Life.